# Universitary Sport Club
L'Universitary Sport Club fou un club de futbol català de la ciutat de Barcelona de l'inici del segle xx.

## Història
L'any 1900 va néixer l'Aplec Escolar de Foot-ball fundat per estudiants, el qual, el febrer de 1901, es convertí en el Team Universitari i el novembre del mateix any en el Club Universitari de Foot-ball. El club jugava amb samarreta blau cel i pantalons blancs. L'any 1903 el club desaparegué en fusionar-se amb el Català FC.
El 16 de novembre de 1907 es constituí l'Athletic Club Galeno, fundat per estudiants de medicina, entre ells Carles Comamala. El club lluïa camisa groga.
Més tard, estudiants de la Facultat de Ciències formaren un equip de futbol i l'any 1909 ambdues entitats es fusionaren donant vida a l'Universitary Sport Club. El club disputava els seus partits al Camp de l'Hospital Clínic, entre els carrers Còrsega, Indústria (avui París), Villarroel i Casanova i jugava amb camisa blava i groga.
El club competí molts anys a la màxima categoria del Campionat de Catalunya de futbol. De l'Universitary sorgí una de les grans figures del futbol català, Ricard Zamora. Vers la fi de la dècada dels anys deu abandonà l'activitat.

## Temporades

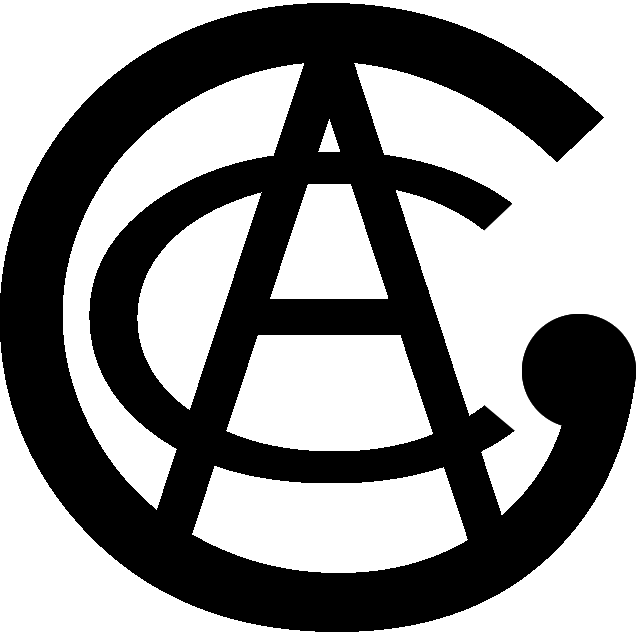
Escut del Galeno

| Nom del club                   | Temporada | Campionat                         | Posició      |
| ------------------------------ | --------- | --------------------------------- | ------------ |
| Club Universitari de Foot-ball | 1901-02   | Copa Macaya                       | 4t           |
| Club Universitari de Foot-ball | 1902-03   | Copa Macaya                       | es retirà    |
| Club Universitari de Foot-ball | 1902-03   | Copa Barcelona                    | es retirà    |
| Athletic Club Galeno           | 1907-08   | C. de Catalunya Primera categoria | es retirà    |
| Athletic Club Galeno           | 1908-09   | C. de Catalunya Primera categoria | 5è           |
| Universitary Sport Club        | 1909-10   | C. de Catalunya Primera categoria | 3r           |
| Universitary Sport Club        | 1910-11   | C. de Catalunya Primera categoria | 4t           |
| Universitary Sport Club        | 1911-12   | C. de Catalunya Primera categoria | 4t           |
| Universitary Sport Club        | 1912-13   | C. de Catalunya Primera categoria | 4t           |
| Universitary Sport Club        | 1913-14   | C. de Catalunya Primera categoria | 5è           |
| Universitary Sport Club        | 1914-15   | C. de Catalunya Primera categoria | 4t           |
| Universitary Sport Club        | 1915-16   | C. de Catalunya Primera categoria | 5è           |
| Universitary Sport Club        | 1916-17   | C. de Catalunya Primera categoria | 7è i descens |
| Universitary Sport Club        | 1917-18   | C. de Catalunya Segona categoria  | 5è           |

## Uniformes
| C.U. de F. | AC Galeno | Universitary |